# Ванланг
Ванланг (вьет. Văn Lang, тьы-ном 文郎) — первое государство вьетов на территории современного Вьетнама, легендарная дата основания которого относится к 2524 году до н. э. (по другим источникам, это было в VII в. до н. э.) и просуществовавшее до 258 года до н. э. Правила страной династия Хонг-банг. Жителей Ванланга называли лаквьетами.

## История
О Ванланге известно очень мало: правители-хунгвыонги и само государство были упомянуты в циньских и танских источниках.
Основателем Ванланга был король Хунг Лан, объявивший себя третьим хунгвыонгом, трон передавался по наследству. Хунгвыонги были одновременно военными главнокомандующими и духовными вождями.
Общество Ванланга было рабовладельческим, некоторые исследователи, в частности, Нгуен Минь Туан (Nguyễn Minh Tuấn) и Ха Ван Тан (Hà Văn Tấn) считают, что Ванланг был «деревней-государством» с более или менее выраженным делением на мелкие поселения.
Ванланг окончил существование около 258 года до н. э., когда его завоевало племя аувьетов. Аувьетский король Тхук Фан разбил последнего хунгвыонга и объединил земли, назвав страну Аулак, народ аулакцами, а себя — Ан Зыонг-выонгом.

## География
Согласно книге Полное собрание исторических записок Дайвьета, столицей Ванланга был город Фонгтяу (Phong Châu), расположенный на территории современной провинции Футхо.
С востока границей служило Южно-Китайское море; с запада — местность Батхук (Ba Thục), принадлежащая теперь Сычуани; с севера — озеро Дунтинху, а с юга — озеро Тон (Tôn), отделявшее Ванланг от Тямпы. Согласно книге Чан Чонг Кима «Краткая история Вьетнама», страна была разделена на 15 районов, описанных в таблице ниже:
| Название                 | Современное расположение                                         |
| Фонгтяу (Phong Châu)     | провинция Футхо                                                  |
| Тяудьен (Châu Diên)      | старая провинция Шонтэй                                          |
| Фуклок (Phúc Lộc)        | старая провинция Шонтэй                                          |
| Танхынг (Tân Hưng)       | старая провинция Хынгхоа, территория провинций Футхо и Туенкуанг |
| Вудинь (Vũ Định)         | Каобанг и Тхайнгуен                                              |
| Вунинь (Vũ Ninh)         | Бакнинь                                                          |
| Лукхай (Lục Hải)         | Лангшон                                                          |
| Ниньхай (Ninh Hải)       | Куангйен, часть провинции Куангнинь                              |
| Зыонгтуен (Dương Tuyên)  | Хайзыонг                                                         |
| Зяоти (Giao Chỉ)         | Ханой, Хынгйен, Намдинь и Ниньбинь                               |
| Кыутян (Cửu Chân)        | Тханьхоа                                                         |
| Хоайхоан (Hoài Hoan)     | Нгеан                                                            |
| Вьеттхыонг (Việt Thường) | Куангбинь и Куангчи                                              |
| Кыудык (Cửu Đức)         | Хатинь                                                           |
| Биньван (Bình Văn)       | неизвестно                                                       |

В Краткой истории Вьета отмечается, что Ванланг делился на 10 районов с такими же названиями, как в «Краткой истории Вьетнама» (Зяоти, Вунинь, Вьеттхыонг, Ниньхай, Лукхай, Хоайхоан, Кыутян, Биньван, Кыудык, Ванланг) Hoài Hoan, Cửu Chân, Bình Văn, Cửu Đức, and Văn Lang), и пять районов, названных иначе (Куаннинь (Quân Ninh), Зянинь (Gia Ninh), Тхангтуен (Thang Tuyền), Тансыонг (Tân Xương), Нятнам (Nhật Nam)).